# John Bennett
John Bennett (Dakota del Norte, Estados Unidos, 14 de noviembre de 1930) fue un atleta estadounidense, especializado en la prueba de salto de longitud en la que llegó a ser subcampeón olímpico en 1956.

## Carrera deportiva
En los JJ. OO. de Melbourne 1956 ganó la medalla de plata en el salto de longitud, con un salto de 7.68 metros, tras su compatriota el también estadounidense Greg Bell (oro con 7.83m) y por delante del finlandés Jorma Valkama (bronce con 7.48 metros).